# مجزرة العوفية (1832)
مجزرة العوفية في أفريل 1832م شملت الأرجاء الشرقية المتاخمة لمدينة الجزائر في الحراش وسهل متيجة.

## المقدمات
كانت «قبيلة العوفية» تشكل خطرا على الاحتلال الفرنسي للجزائر بحكم تواجدها غير بعيد عن مدينة الجزائر وتشكل همزة وصل ما بين المقاومين في قصبة الجزائر والمقاومين الآخرين في سهل متيجة والأطلس البليدي والتيطري ومنطقة القبائل.
وبالتالي فإن «معركة الحراش» التي جرت ما بين 17 و18 جويلية 1831م قد جعلت سلطة الاحتلال الفرنسي تحضر نفسها لإبادة «قبيلة العوفية» وتنتظر أول فرصة للقيام بذلك.
ذلك أن التوسع الاستيطاني للفرنسيين في سهل متيجة كان يقتضي الاستحواذ على أراضي القبائل الساكنة حول مدينة الجزائر ومن بينها «قبيلة العوفية».
وكانت «المزرعة النموذجية» التي تم إنشاؤها في منطقة بابا علي، والواقعة على ضفة وادي الحراش، تقتضي توسعا مضطردا للمساحات المزروعة لزيادة الإنتاجية الفلاحية واستقبال مستوطنين أوروبيين جدد.

## المجزرة
فقد كانت «قبيلة العوفية» تقطن في الجنوب الشرقي من مدينة الجزائر، في الإقليم الذي صار بعد ذلك بلدية من الضاحية هي بلدية الحراش (Maison Carrée خلال مرحلة الاحتلال)، وكانت مكلفة خلال مرحلة إيالة الجزائر بحراسة البرج المحصن الذي أقامه الأتراك بجوار هذه أراضي هذه القبيلة.
أعطى دوق روفيغو الأمر لقواته في ليلة 5 أفريل 1832م بسحق «قبيلة العوفية» وإبادة أفرادها بالحراش، حيث هاجمتهم قوات العقيد ماكسيميليان جوزيف شوينبيرغ لكونها اشتبهت فيهم بأنهم قاموا بسلب مبعوثي «العميل فرحات بن سعيد» أحد المتذبذبين بين الولاء للأمير عبد القادر الجزائري وفرنسا بمنطقة الزيبان.
وكانت «مجزرة قبيلة العوفية» قد أقدم على تنفيذها فوج الفرسان، مدعوما بسريتين من الفيلق الأجنبي الفرنسي، تحت إشراف وقيادة العقيد ماكسيميليان جوزيف شوينبيرغ الذي قام بإخضاع قبيلتي «العوفية» و«الخرازة» قرب مدينة الجزائر وكذلك وادي الحراش. قام العقيد ماكسيميليان جوزيف شوينبيرغ، بعد أقل من شهر بعد استقدامه إلى الجزائر، بالتصدي في يوم 6 أفريل 1832م لـقبيلة العوفية في الجنوب الشرقي من مدينة الجزائر قرب الحراش (بالفرنسية: Maison-carrée)‏، وذلك تحت سلطة القائد العام للجزائر آنذاك وهو «الجنرال صافاري» (دوق روفيغو).
كانت إبادة «قبيلة العوفية» تمت خلال ليلة 6 أفريل 1832م إلى 7 أفريل 1832م، فقد تمت مفاجأة هذه القبيلة قبيل فجر 7 أفريل 1832م من أجل معاقبتها بهمجية، حيث تم اعتقال شيخها واقتياده إلى مدينة الجزائر لتتم محاكمته وإدانته ثم يُطَبَّقَ عليه حكم الإعدام، ولقد هلك الكثير من الأهالي الجزائريين الأصليين خلال هذه الحادثة.
وكانت «قبيلة العوفية» الهادئة تعيش ليلتها في حالة من الغفلة حتى فوجئت بهجوم قوات العقيد ماكسيميليان جوزيف شوينبيرغ فكانت عملية إبادة لجميع سكانها لأنهم كانوا حلفاء المجاهدين في متيجة منطقة القبائل، وقتلوا شيخ القبيلة أمام الملأ وباعوا أشياءهم للسفير الدنماركي. حيث تم القضاء على حوالي مائة جزائري من هذه القبيلة من طرف جنود فوج الفرسان والفيلق الأجنبي، ولم ينج من هذه الإبادة إلا أربعة رجال. وانتهت إبادة وتدمير «قبيلة العوفية» كلية خلال يوم 10 أفريل 1832م.
عند عودة هذه الحملة الإجرامية المخزية ضد المدنيين العزل والنائمين الذين قُتلوا جميعًا وقطعت رؤوسهم، حمل فرسان فوج شاونينبيرج عند مدخل مدينة الجزائر رؤوس الجزائريين من قبيلة العوفية الذين قُطعت رؤوسهم على رؤوس رماحهم.

## النتائج
تبين بعد التحقيق بأنه ليس لأفراد القبيلة أي مسؤولية في ذلك، إلا أن «شيخ القبيلة» تمت محاكمته محاكمة صورية وأُعْدِمَ رغم أن التهمة لم تثبت عليه ولا على القبيلة، وتم قطع رأسه وحمله هدية إلى دوق روفيغو الذي تبرع برأس «الشيخ ربيع بن سيدي غانم» ورأس أحد أفراد قبيلته إلى طبيب يدعى «بونافون» ليجري على الرأسين التجارب العلمية.[بحاجة لمصدر]

## مكتبة الصور

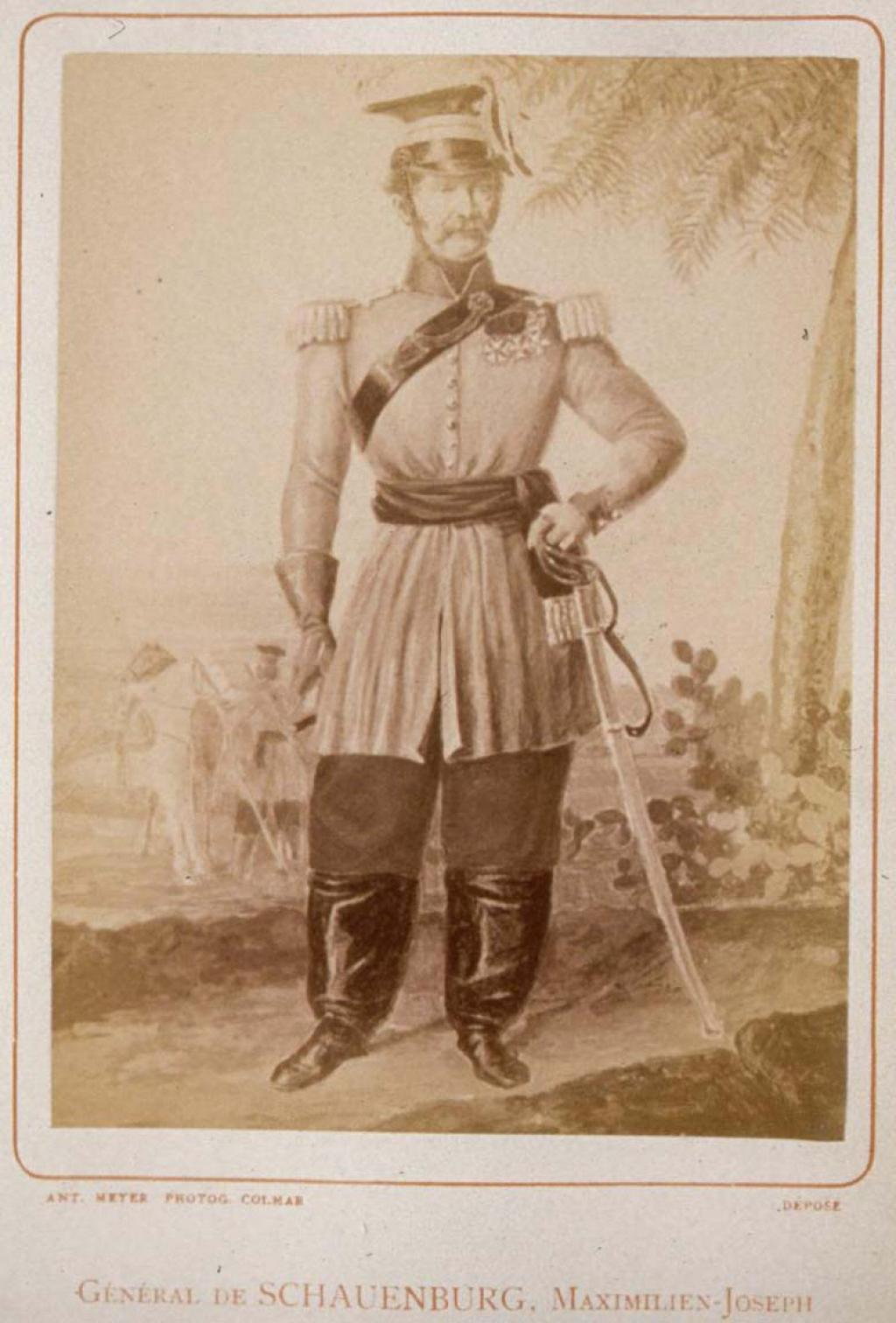
ماكسيميليان جوزيف شوينبيرغ
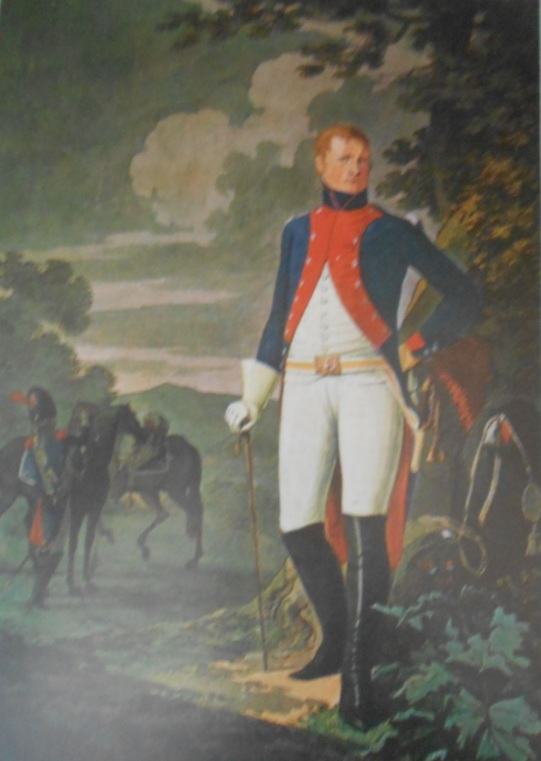
ماكسيميليان جوزيف شوينبيرغ
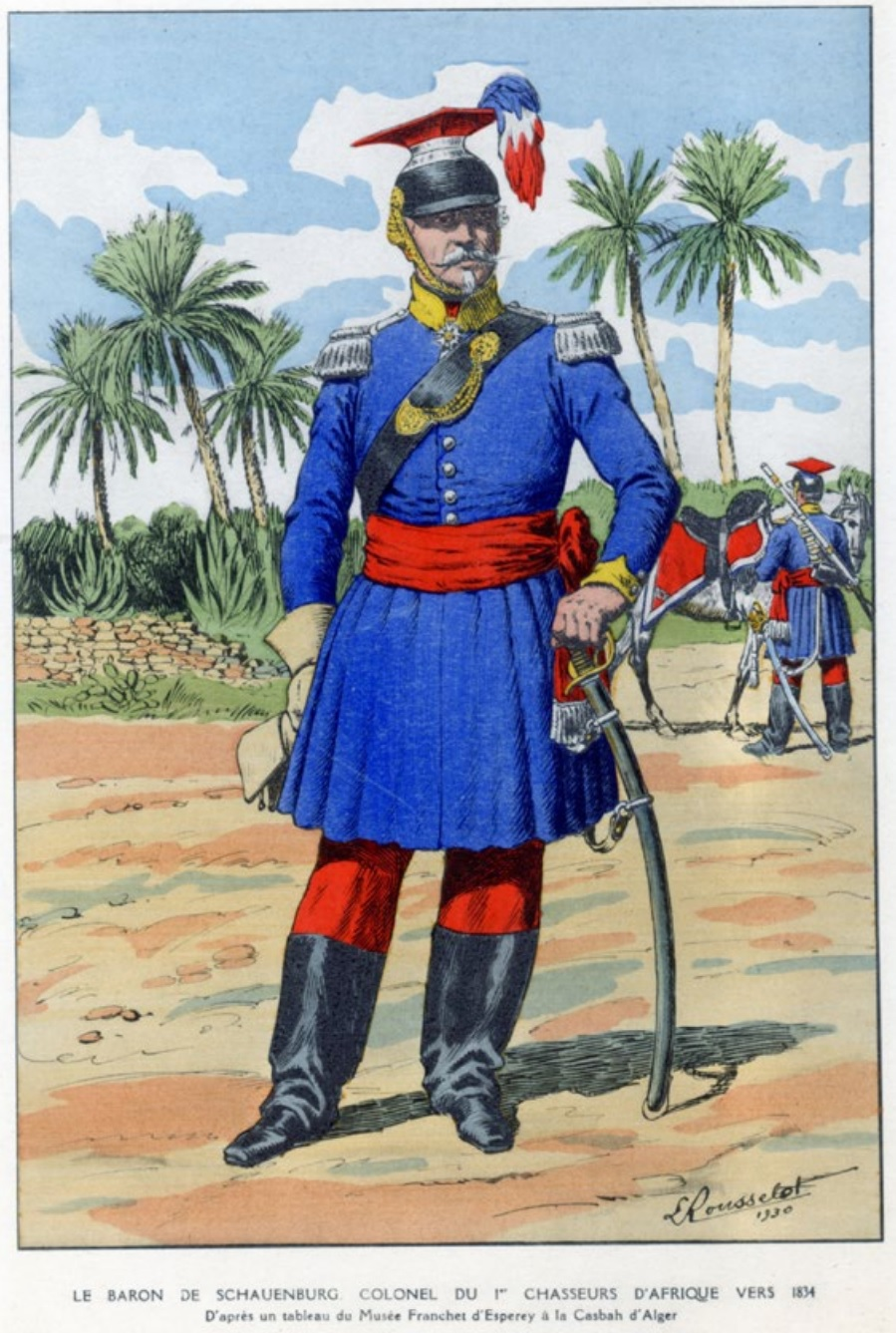
ماكسيميليان جوزيف شوينبيرغ
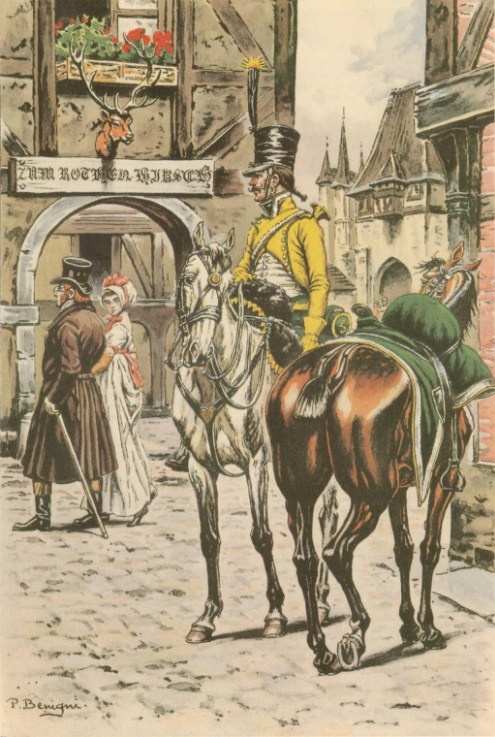
ماكسيميليان جوزيف شوينبيرغ
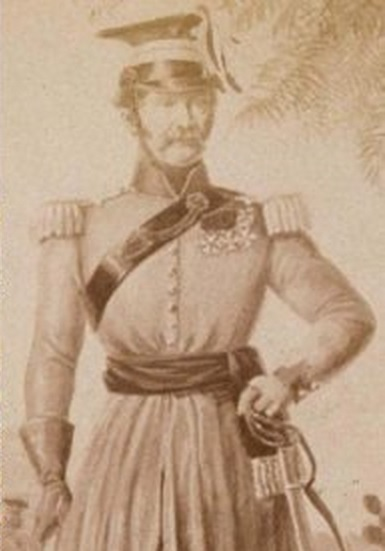
ماكسيميليان جوزيف شوينبيرغ

### فيديو إبادة قبيلة العوفية
- فيديو إبادة قبيلة العوفية في الحراش (6 أفريل 1832م) على يوتيوب